# ONNX
ONNX (Open Neural Network Exchange) — открытая библиотека программного обеспечения для построения нейронных сетей глубокого обучения. С помощью ONNX ИИ-разработчики могут обмениваться моделями между различными инструментами и выбирать наилучшую комбинацию этих инструментов. ONNX разрабатывается и поддерживается совместно компаниями Microsoft, Facebook, Amazon и другими партнерами как проект с открытым исходным кодом.
ONNX позволяет обучать модели в рамках одной среды, а затем переносить их в другую среду для распознавания лиц, распознавания жестов или объектов и т. д. Это позволяет разработчикам использовать правильную комбинацию инструментов. Модели ONNX в настоящее время поддерживаются в Caffe2, Microsoft Cognitive Toolkit, MXNet, PyTorch и OpenCV, и есть интерфейсы для многих других популярных фреймворков и библиотек.
ONNX Model Zoo — это коллекция моделей глубокого обучения с предварительным обучением, доступных в формате ONNX. Каждая модель поставляется с интерактивной оболочкой IPython для обучения модели и выработки соответствующей модели. Модели написаны на Python и содержат ссылки на набор обучающих данных, а также ссылки на оригинальный научный документ, описывающий архитектуру модели.

## История

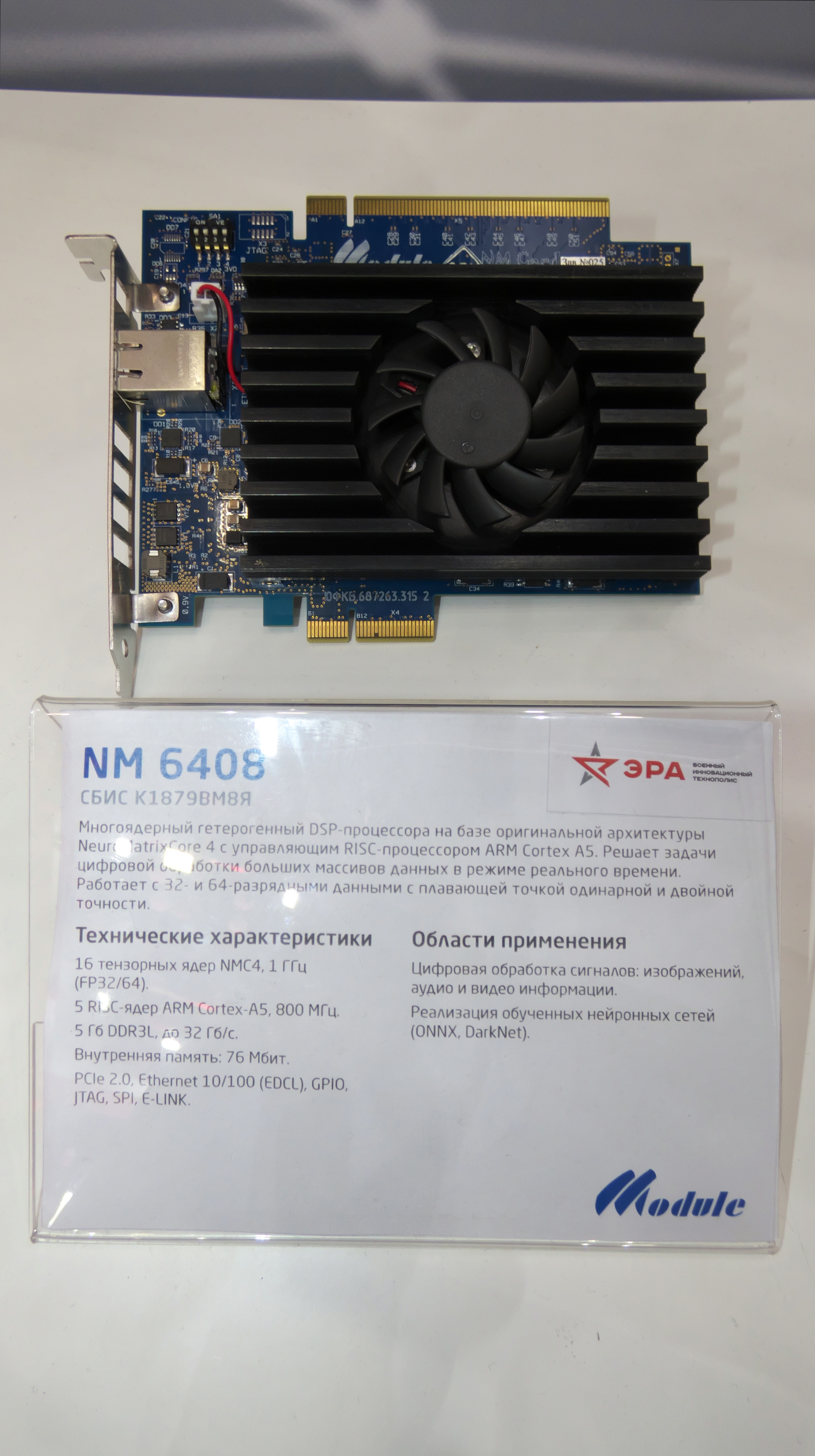
ONNX в «железе»

Первоначально ONNX назывался Toffee и был разработан командой PyTorch в Facebook. В сентябре 2017 года он был переименован в ONNX и анонсирован Facebook и Microsoft. Позже IBM, Huawei, Intel, AMD, Arm и Qualcomm объявили о поддержке этой инициативы.

## ONNX.js
ONNX.js является JavaScript-библиотекой для запуска ONNX модели в браузерах и на Node.js. С ONNX.js веб-разработчики могут интегрировать и тестировать предварительно обученные модели ONNX непосредственно в веб-браузере. Это имеет следующие преимущества: сокращение взаимодействия сервер-клиент, защита пользовательских данных, кроссплатформенное машинное обучение без установки программного обеспечения на клиенте.
ONNX.js может быть запущен как на CPU, так и на GPU. Для работы на процессоре используется WebAssembly. Это позволит модели работать практически на родной скорости. Кроме того, ONNX.js использует Web worker для обеспечения «многопоточной» вычислительной среды распараллеливания. Эмпирическая оценка показывает очень многообещающие улучшения производительности процессора, используя все преимущества WebAssembly и Web Workers. Для работы на графических процессорах WebGL является стандартом для доступа к функциям графического процессора.

## Ссылка
- Microsoft Connect() 2018: ONNX-Runtime für Machine Learning wird Open Source
- Проект ONNX на сайте GitHub (англ.)